# 中国人民政治协商会议吉林省委员会
中国人民政治协商会议吉林省委员会，简称吉林省政协，是中国人民政治协商会议在吉林省的地方组织机构。

## 历届领导

### 第一届
- 任期：1955年2月－1959年6月
- 主席：李砥平
- 副主席：徐寿轩、关俊彦、张德馨、宋任远、成盛三

### 第二届
- 任期：1959年6月－1963年12月
- 主席：李砥平
- 副主席：徐寿轩、关俊彦、吴学周、张德馨、宋任远、成盛三、崔采、刘风竹

### 第三届
- 任期：1963年12月－1977年12月
- 主席：李砥平
- 副主席：徐寿轩、关俊彦、吴学周、张德馨、宋任远、成盛三、崔采、刘风竹、萧丹峰（1964年9月－）、高峰（1965年9月－）

### 第四届
- 任期：1977年12月－1983年4月
- 主席：王恩茂（－1980年4月） → 李砥平（1980年4月－）
- 副主席：于克（－1980年4月）、徐寿轩（－1980年4月）、李梦龄（－1980年4月）、王大珩、富振声、吴学周（－1980年4月）、栗又文（－1980年4月）、于毅夫、宋任远、张德馨、张文海（1978年逝世）、张开荆（－1980年4月）、毛诚（－1980年4月）、成盛三（－1980年4月）、崔采、刘风竹、萧丹峰、吴家象（1980年4月－）、钟明彪（1980年4月－）、车敏瞧（1980年4月－）、严子涛（1980年4月－）、关梦觉（1980年4月－）、陶慰荪（1980年4月－）、崔次丰（1980年4月－）、钱止庵（1980年4月－）、苗竹贤（1980年4月－）、杨如柏（1980年4月－）

### 第五届
- 任期：1983年4月－1988年1月
- 主席：李砥平 → 刘敬之（1985年5月－）
- 副主席：张凤岐、车敏瞧、张德馨、关梦觉、苗竹贤、贺云卿、耿岳仑、罗越嘉、辛程、金明汉、蔡启运、卢士谦（1984年4月－）

### 第六届
- 任期：1988年1月－1993年1月
- 主席：刘云沼
- 副主席：冯锡铭、张德馨、关梦觉、苗竹贤、耿岳仑、罗越嘉、金明汉、蔡启运、卢士谦、冯锡瑞、张洪奎（1989年3月－）、李国泰（1992年3月－）、阎洪臣（1992年3月－）、方建宇（1992年3月－）、张铁男（1992年3月－）

### 第七届
- 任期：1993年1月－1998年1月
- 主席：刘云沼
- 副主席：方建宇、张铁男、胡厚钧、冯锡瑞、李国泰、阎洪臣、吴式铎、陈秉聪、李宏昌、梁植文（1994年2月－）、李玉堂（1996年1月－）

### 第八届
- 任期：1998年1月－2003年1月
- 主席：张岳琦
- 副主席：刘希林、赵家治、阎洪臣、梁植文、郑龙喆、常万海、唐格森、伍龙章、李慧珍、曾凡煦

### 第九届
- 任期：2003年1月－2008年1月
- 主席：王国发
- 副主席：魏敏学、赵家治、阎洪臣、常万海、伍龙章、李慧珍、孙耀廷、修福金、别胜学、段成桂

### 第十届
- 任期：2008年1月－2013年1月[3]
- 主席：王国发
- 副主席：林炎志、别胜学、徐学海、常显玉、任凤霞、薛康、赵吉光、支建华
- 秘书长：王尔智

### 第十一届
- 任期：2013年1月－2018年1月[4]
- 主席：黄燕明
- 副主席：刚占标、别胜学、薛康、赵吉光、支建华、王尔智、张晓霈、刘丽娟、张伯军、金振吉（2017年1月－）[5]
- 秘书长：包伟

### 第十二届
- 任期：2018年1月－2023年1月[6]
- 主席：江泽林
- 副主席：薛康、支建华、李龙熙、张伯军（－2020年1月）、李晋修（－2018年8月）、赵晓君、曹宇光、兰宏良（2019年1月－）、李维斗（2019年1月－）、郭乃硕（2020年1月－）、李景浩（2021年1月－）、李悦（2022年1月－）
- 秘书长：肖模文（－2021年1月） → 郭树峰（2021年1月－2022年1月） → 刘伟（2022年1月－）

### 第十三届
- 任期：2023年1月－[7]
- 主席：朱国贤
- 副主席：韩福春、吴靖平、李龙熙、李悦、张志军、曹宇光、李维斗、郭乃硕、蔡国伟、秦海涛
- 秘书长：刘伟（－2024年1月） → 赵海峰（2024年1月－）